# Juan Carlos Onetti

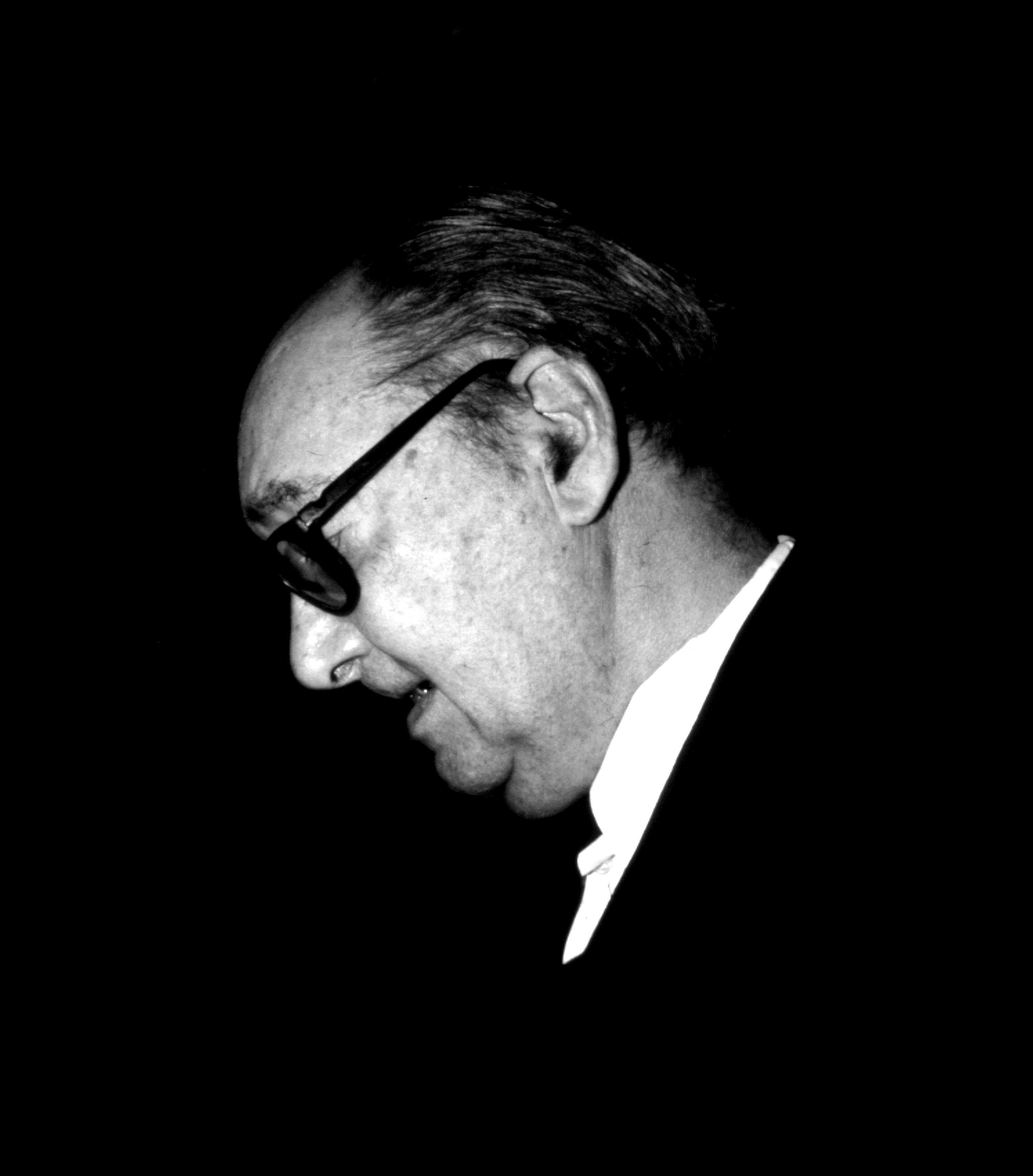
Juan Carlos Onetti (1981)

Juan Carlos Onetti (* 1. Juli 1909 in Montevideo; † 30. Mai 1994 in Madrid) war ein uruguayischer Journalist, Bibliothekar und Schriftsteller.

## Herkunftsfamilie
Juan Onettis Eltern waren Carlos Onetti, Angestellter einer Zollverwaltung, und dessen Ehefrau Honoria Onetti, geborene Borges. Der Großvater Pedro O´Nety väterlicherseits stammte aus Gibraltar. Seinen ursprünglichen Namen änderte dieser aus politischen Gründen in Onetti. Die Mutter hatte ihre ersten Lebensjahre im brasilianischen Rio Grande do Sul verbracht. Juan Carlos Onetti hatte zwei Geschwister, den älteren Bruder Raúl und die ältere Schwester Raquel. Der Vater las seinen Kindern täglich aus den Werken von Dumas, Eça de Queiroz und Flammarion vor. Die Familie wohnte seit 1915 in Montevideo in der Calle Dante, doch 1922 zog sie in den Ort Villa Colón, der damals außerhalb der Hauptstadt lag.

## Leben
In dem neuen Heimatort lernte Onetti über einen Verwandten väterlicherseits die Romanserie Fantômas der Autoren Pierre Souvestre und Marcel Allain kennen. Hier verließ er ohne Abschluss als dreizehnjähriger Schüler das Gymnasium, das in der Hauptstadt lag, und übernahm eine Reihe von anspruchslosen Anstellungen. Von März 1928 bis Februar 1929 gab Onetti – gemeinsam mit Freunden – die Zeitschrift La Tijera de Colón („Die Schere von Colón“) heraus. Er begann damit seine Tätigkeiten als Journalist.
Im Jahr 1930 heirateten Juan Carlos Onetti und María Amalia Onetti – sie war seine Cousine. Das Ehepaar zog nach Buenos Aires, wo Onetti zunächst in einer Automobilwerkstatt arbeitete und dann bei einer Firma, die Silos für Landwirtschaftskooperativen herstellte. Im Juni 1931 wurde in Buenos Aires der Sohn Jorge Onetti geboren. In dieser Zeit lernte Onetti die Werke von John Dos Passos sowie den Autor Roberto Arlt kennen und er schrieb eine ursprüngliche Version von Der Schacht, die jedoch verschollen ist. Seine erste Kurzgeschichte erschien am 1. Januar 1933 in der Zeitung La Prensa.
Nach der Scheidung von seiner ersten Ehefrau heiratete Onetti im Jahr 1934 deren Schwester María Julia Onetti. In den 1930er Jahren pendelte er zwischen Buenos Aires und Montevideo. Schließlich gelang es ihm, bei der neuen Wochenzeitung Marcha, die erstmals am 23. Juni 1939 in Montevideo erschien, eine Anstellung als Redaktionssekretär zu finden. In dieser Position war Onetti unter dem Pseudonym „Periquito el Aguador“ („Peterchen, der Wasserträger“) zugleich Autor der Kolumne La piedra en el charco („Der Stein in der Pfütze“). Nach politischen Differenzen mit dem Herausgeber Carlos Quijano beendete Onetti seine Tätigkeit für die Wochenzeitung und wechselte zur Nachrichtenagentur Reuters – zunächst in Montevideo und dann in Buenos Aires. In dieser Stadt blieb er die nächsten vierzehn Jahre.
Onetti heiratete 1945 – für ihn war es die dritte Ehe – Elisabeth María Pekelhari, eine aus Holland stammende Arbeitskollegin bei Reuters. Am 26. Juli 1951 wurde die Tochter Isabel María Onetti geboren. Ebenfalls 1945 lernte Onetti auf einer Straße in Buenos Aires die Geigerin Dorothea Muhr (* 1925 in Buenos Aires) kennen. Nach der Scheidung von seiner dritten Ehefrau im Jahr 1954 heirateten Juan Carlos Onetti und Dorothea Muhr im Jahr 1955. Die Ehe dauerte fast vierzig Jahre und endete 1994 mit Onettis Tod. Die Mutter seiner vierten Ehefrau stammte aus England, der Vater aus Österreich. In den Jahren zuvor hatte Onetti eine Liebesbeziehung zur Dichterin Idea Vilariño. Ihr Gedichtband Poemas de amor, der 1957 erschienen und Onetti gewidmet ist, würde – so schreibt Mario Vargas Llosa in seinem Essay – in einer verschlüsselten Weise ein Zeugnis über diese Beziehung ablegen.
Im Jahr 1955 verlegte Onetti seinen ständigen Wohnsitz wieder nach Montevideo und arbeitete für die Zeitung Accíon. Es entstand eine persönlich motivierte Freundschaft zu Luis Batlle Berres, dem damaligen Präsidenten von Uruguay. 1957 wurde Onetti zum Direktor der Städtischen Bibliotheken ernannt – eine Verwaltungsstelle, in der er achtzehn Jahre lang tätig war.
Den einzigen Vortrag seines Lebens hielt Onetti 1972 im Hispanischen Kulturinstitut (Instituto de Cultura Hispánicain) in Madrid. Er folgte damals einer Einladung des Diplomaten Juan Ignacio Tena Ybarra.
Während der Präsidentschaft von Juan María Bordaberry geriet der Rechtsstaat in Uruguay seit 1972 in eine Krise, die 1974 zur Machtübernahme durch das Militär führte. Wegen seiner Jurorentätigkeit für die Wochenzeitung Marcha zugunsten des Autors Nelson Marra wurde Onetti am 10. Februar 1974 verhaftet. Für die Freilassung aus der Haft konnte sich Ybarra in seiner Eigenschaft als Direktor des Instituto de Cultura Hispánica bei den uruguayischen Behörden erfolgreich einsetzen. Nach einer Haftdauer von drei Monaten reiste Onetti gemeinsam mit seiner Ehefrau Dorothea Muhr nach Madrid. Dort bezog das Ehepaar eine Wohnung in der Avenida de América. In den ersten beiden Jahren seines Exils litt der Schriftsteller unter einer Schreibblockade. Nach Uruguay kehrte Onetti niemals zurück.

## Auszeichnungen
- 1962: Premio Nacional de Literatura von Uruguay
- 1980: Cervantespreis
- 1985: Gran Premio Nacional de Literatura von Uruguay
- 1990: Premio de la Unión Latina de Literatura

## Werkgenese
Onettis Werk entstammt der Zeit, in der er zum Zwecke des Lebensunterhaltes einige Jahrzehnte lang als Journalist arbeitete. Begonnen hat er seine Arbeit als Schriftsteller mit der Erkundung der eigenen Existenz. Das Ergebnis veröffentlichte Onetti 1939 in seinem ersten Roman El pozo (Der Schacht), der in einer Auflage von 500 Exemplaren erschien. In dem Roman verfasst der vierzigjährige Protagonist Eladio Linacero seine Erinnerungen an eine Gewalttat, die er als Jugendlicher einem achtzehnjährigen Mädchen zufügte. Es wurde nicht einmal die geringe Auflage verkauft, jedoch markiert der knapp achtzig Seiten lange Roman in der spanischsprachigen Literaturgeschichte den Bruch mit dem naturalistischen Realismus und dessen Manierismus.
Zwei Jahre später, also während des Zweiten Weltkrieges im Jahr 1941, veröffentlichte Onetti den Roman Tierra de nadie (Niemandsland), in dem die Literaturwissenschaft einen Einfluss des amerikanischen Schriftstellers John Dos Passos, vor allem seines Werkes Manhattan Transfer beobachtet hat. In Niemandsland, das einen Blick auf die Gesellschaft von Buenos Aires richtet, taucht erstmals Larsen als Gangster und Mafioso auf und spielt dann im Roman Leichensammler eine große Rolle.
Den Roman Para esta noche (Für diese Nacht) widmete Onetti dem argentinischen und in der damaligen Zeit viel gelesenen Schriftsteller Eduardo Mallea, der den Start des noch unbekannten Juan Carlos Onetti hinsichtlich des Problemkreises der Authentizität von Personen beeinflusst hatte.
Mit der Veröffentlichung des Romans La vida breve im Jahr 1950 gelang Onetti dann – mit den Worten von Mario Vargas Llosa – der große Sprung als Romanautor. In diesem Roman beschreibt Onetti erstmals den imaginären Ort Santa María, wofür Llosa als ein Vorbild den fiktiven Landkreis Yoknapatawpha County aus den Werken von William Faulkner benennt. Grundsätzlich erklärt Llosa in diesem Zusammenhang, dass es den modernen lateinamerikanischen Roman ohne Faulkners Einfluss nicht gegeben hätte. Zugleich verweist Llosa auf die Einflüsse von James Joyce und Henry James auf das Werk von Faulkner: Bei Joyce ist es dessen technische Meisterschaft und bei James die subtile Erzählkunst.
Nach dem Tode von William Faulkner am 6. Juli 1962 verfasste Juan Carlos Onetti in einem Nachruf, der in der Wochenzeitung Marcha in Montevideo am 13. Juli 1962 erschien, ein literarisches Lob über den Nobelpreisträger: Reichtum und Beherrschung der englischen Sprache William Faulkners kommen dem gleich, was William Shakespeare suchte und erreichte. Und dann schreibt Onetti noch, dass Faulkner einen Künstler verkörpert habe, der sein Werk verwirklichen wolle, und einen Menschen, der im Grunde seinem Werk keine Bedeutung beimesse.
In dem Roman La vida breve ist es der Protagonist Juan María Brausen, ein vierzigjähriger Angestellter in einer Werbeagentur, der wie in einem Schöpfungsakt den Ort Santa María erfindet. In dieser fiktiven Kleinstadt, die sich kaum von einer realen uruguayischen Kleinstadt unterscheidet, existiert die grundsätzliche Forderung, dass in Santa María die Liebe als etwas Absolutes gelten soll. Onetti als Autor vermittelt dem Leser die seltene Möglichkeit, das Entstehen einer fiktiven Welt aus der jeweils gelebten Situation heraus beobachten zu können.

## Zitat
„Das religiöse Leben im weitesten Sinn ist die Form, die einer seinem Leben geben will.“

## Werke
- 1939: El pozo. Roman. Montevideo
  - Deutsche Ausgabe: Der Schacht. Aus dem Spanischen übersetzt von Jürgen Dormagen. Suhrkamp, Frankfurt am Main 1989, ISBN 3-518-22007-1.
- 1941: Tierra de nadie. Roman.
  - Deutsche Ausgabe: Niemandsland. Aus dem Spanischen übersetzt von Sabine Giersberg. In: Jürgen Dormagen, Gerhard Poppenberg: Gesammelte Werke. Band I. Suhrkamp, Frankfurt am Main 2009, ISBN 978-3-518-41703-4.
- 1943: Para esta noche. Gewidmet Eduardo Mallea.
  - Deutsche Ausgabe: Für diese Nacht. Aus dem Spanischen übersetzt von Svenja Becker. Suhrkamp, Frankfurt am Main 2009, ISBN 978-3-518-42054-6.
- 1943: Un Sueño Realizado.
  - Deutsche Ausgabe: Ein verwirklichter Traum. Erzählungen. Aus dem Spanischen übersetzt von Jürgen Dormagen, Wilhelm Muster, Gerhard Poppenberg. Nachwort von Heinrich von Berenberg. Wagenbach, Berlin 2001, ISBN 978-3-8031-1201-9.
- 1950: La vida breve. Roman. Gewidmet Norah Lange u. Oliverio Girondo. Editorial Sudamericana, Buenos Aires
  - Deutsche Ausgabe: Das kurze Leben. Aus dem Spanischen übersetzt von Curt Meyer-Clason. Suhrkamp, Frankfurt am Main 1981, ISBN 3-518-37161-4.
- 1954: Los adioses. Roman.
  - Deutsche Ausgabe: Abschiede. Aus dem Spanischen von Wilhelm Muster. Suhrkamp, Frankfurt am Main 1994, ISBN 978-3-518-22175-4.
- 1959: Para una tumba sin nombre.
  - Deutsche Ausgabe: Für ein namenloses Grab. Novelle. Aus dem Spanischen übersetzt von Ulrich Kunzmann. Nachwort von Inna Terterjan. Reclam, Leipzig 1982.
- 1960: La cara de la desgracia.
- 1961: El astillero.
  - Deutsche Ausgabe: Die Werft. Aus dem Spanischen übersetzt und mit einem Nachwort von Curt Meyer-Clason. Suhrkamp,  Frankfurt am Main 1976, ISBN 978-3-518-01457-8.
- 1962: El infierno tan temido y otros cuentos.
- 1963: Tan triste como ella.
  - Deutsche Ausgabe: So traurig wie sie. Erzählungen. Aus dem Spanischen übersetzt von Wilhelm Muster. Suhrkamp, Frankfurt am Main 1983, ISBN 978-3-518-01808-8.
- 1964: Juntacadáveres. Gewidmet Susana Soca.
  - Deutsche Ausgabe: Leichensammler. Aus dem Spanischen übersetzt und mit einem Nachwort von Anneliese Botond. Suhrkamp, Frankfurt am Main 1988, ISBN 3-518-01938-4.
- 1973: La muerte y la niña.
  - Deutsche Ausgabe: Der Tod und das Mädchen. Aus dem Spanischen übersetzt von Jürgen Dormagen. Suhrkamp, Frankfurt am Main 1993, ISBN 978-3-518-22119-8.
- 1974: Tiempo de abrazar. Novelle.
- 1979: Dejemos hablar al viento. Gewidmet Juan Ignacio Tena Ybarra. Madrid
  - Deutsche Ausgabe: Lassen wir den Wind sprechen. Aus dem Spanischen übersetzt von Anneliese Botond. Suhrkamp, Frankfurt am Main 1986, ISBN 978-3-518-03093-6.
- 1986: Presencia y otros cuentos.
- 1987: Cuando entonces. Gewidmet Raquel Maria. Mondadori, Madrid
  - Deutsche Ausgabe: Magda. Roman. Aus dem Spanischen übersetzt von Anneliese Botond. Suhrkamp, Frankfurt am Main 1989, ISBN 978-3-518-40202-3.
- 1993: Cuando ya no importe. (Wenn es nicht mehr wichtig ist.)
- 1998: Willkommen, Bob. Gesammelte Erzählungen.
- 2007: Gesammelte Werke 2. (Das kurze Leben. Abschiede. Für ein Grab ohne Namen.)

## Cinematografie
2008 hatte unter dem Titel Nuit de Chien auf den Filmfestspielen von Venedig die Verfilmung von Onettis Roman Para esta noche durch Werner Schroeter, produziert von Paulo Branco, ihre Premiere. Der deutsche Titel des Films ist Diese Nacht.